# 78É busz (Budapest)
A budapesti 78É jelzésű éjszakai autóbusz az Örs vezér tere és a Döbrentei tér között közlekedett. A vonalat a Budapesti Közlekedési Rt. üzemeltette.

## Története
1977. január 1-jén a korábbi 89A busz helyett 78-as jelzéssel indult új járat, mely éjszaka is közlekedett az Örs vezér tere (a nappali csak a Baross tértől) és az Erzsébet híd, budai hídfő között. Később a 78É jelzést kapta. 2005. szeptember 1-jétől 907-es jelzéssel közlekedik a Kelenföldi pályaudvar és az Örs vezér tere között.

## Útvonala
| Döbrentei tér felé | Örs vezér tere felé |
| --- | --- |
| Örs vezér tere vá. – Fehér út – Nagy Lajos király útja – Bosnyák tér – Thököly út – Baross tér – Rákóczi út – Kossuth Lajos utca – Ferenciek tere – Szabad sajtó út – Erzsébet híd – Attila út – Kereszt utca – Döbrentei tér vá. | Döbrentei tér vá. – Krisztina körút – Erzsébet híd – Szabad sajtó út – Ferenciek tere – Kossuth Lajos utca – Rákóczi út – Baross tér – Thököly út – Bosnyák tér – Nagy Lajos király útja – Fehér út – Örs vezér tere vá. |

## Megállóhelyei
| 0  | Örs vezér tere végállomás                   | 25 | 45É, 61É, 144É |
| 1  | Örs vezér tere-Zugló (↓) Örs vezér tere (↑) | 25 | 45É, 61É, 144É |
| 2  | Tihamér utca (↓) Bánki Donát utca (↑)       | 23 |                |
| 3  | Fogarasi út                                 | 21 |                |
| 4  | Mogyoródi út                                | 20 |                |
| 5  | Egressy út                                  | 19 |                |
| 6  | Szugló utca                                 | 18 |                |
| 7  | Bosnyák tér                                 | 17 |                |
| 9  | Róna utca                                   | 16 |                |
| 10 | Kolumbusz utca (↓) Amerikai út (↑)          | 15 |                |
| 11 | Hungária körút                              | 13 | 1É, 173É       |
| 12 | Stefánia út                                 | 12 | 173É           |
| 13 | Cházár András utca                          | 11 | 173É           |
| 14 | Dózsa György út                             | 10 | 173É           |
| ∫  | Baross tér, Keleti pályaudvar               | 9  | 45É, 173É      |
| 16 | Baross tér, Keleti pályaudvar               | 8  | 45É, 173É      |
| 17 | Huszár utca (↓) Berzsenyi utca (↑)          | 7  |                |
| 18 | Blaha Lujza tér                             | 5  | 6É, 28É        |
| 19 | Kazinczy utca (↓) Vas utca (↑)              | 4  |                |
| 20 | Astoria                                     | 3  | 14É, 50É       |
| 22 | Ferenciek tere                              | 2  |                |
| 23 | Erzsébet híd, budai hídfő                   | ∫  | 49É            |
| 25 | Döbrentei tér végállomás                    | 0  | 49É            |